# Karen Blixen - Storyteller
Karen Blixen - Storyteller er en dansk portrætfilm fra 1995, der er instrueret af Christian Braad Thomsen efter eget manuskript.

## Handling
Filmen lægger nogle centrale brikker til forståelse af Karen Blixens gådefulde personlighed. Filmen rummer hidtil ukendte optagelser fra forfatterens triumftog til USA i 1959, hvor hun deltog i talk shows og fortalte erindringer fra Afrika og Rungstedlund. Desuden medvirker en række af Karen Blixens nære venner: Digteren Thorkild Bjørnvig, litteraturprofessor Aage Henriksen, Louisianas grundlægger Knud W. Jensen, Blixens svigerinde Jonna Dinesen - samt Nils Carlsen, der var dreng på Rungstedlund. Mosaikken fuldendes af gamle og nye optagelser fra Rungstedlund samt fyldige citater fra det berømte forfatterskab.